# Mohamed El Gourch
Ben Mohamed El Gourch, né le 11 janvier 1936 à Casablanca, et mort le 21 février 2015 dans  la  même ville, est un coureur cycliste marocain qui évoluait au Raja CA. Il a été par trois fois le vainqueur du Tour du Maroc cycliste et demeure (en 2010) le meilleur performeur dans cette compétition.

## Biographie
Mohamed El Gourch était mécanicien de cycles et sa carrière cycliste peut être considérée comme l'accomplissement total de sa vocation cycliste. Il a été le porte drapeau du cyclisme marocain dans les temps immédiats de l'accession de son pays à l'indépendance et son renom dépassait l'actualité sportive. Il accomplit toute sa carrière dans les rangs du cyclisme "amateur", ce qui est loin de dévaluer ses performances, tant ce cyclisme était organisé et nombreux au sein de l'UCI. 

Depuis 1958, il participe sous les couleurs du Raja CA de cyclisme.
Son terrain d'action de prédilection a été le Tour du Maroc qu'il remporte en 1960, 1964 et 1965. Il y a été classé de nombreuses fois aux "places d'honneur". Il a été aussi champion du Maroc et a participé au Tour de l'Avenir  de 1961 à 1964. Il en a terminé 2. Il a participé aussi à la Course de la Paix également en 4 occasions, entre 1962 et 1967.

## Palmarès
| - 1957 - 1re et 10e étapes du Tour d'Égypte - 1959 - 1re, 5e et 6e étapes du Tour du Maroc - 3e du Tour du Maroc - 3e du Grand Prix de la Tomate - 1959 - Tour du Maroc : - Classement général - 8e, 10e et 12e étapes - 1964 - 10e étape du Tour de Tunisie - Tour du Maroc : - Classement général - 7e et 11e étapes | - 1965 - Tour du Maroc : - Classement général - 6e et 11eb (contre-la-montre) étapes - 1967 - 6e et 13e étapes du Tour du Maroc - 2e du Tour du Maroc - 2e de Paris-Mantes - 1968 - 3e du Tour du Maroc - 1969 - 3e du Tour du Maroc |

### Tour du Maroc
- 1959 : 3e, enlevant 3 étapes (1re, 5e et 6e)
- 1960 : 1er, enlevant 3 étapes (8e, 10e et 12e)
- 1964 : 1er, enlevant 2 étapes (7e et 11e)
- 1965 : 1er, enlevant 2 étapes (6e et 11e b contre-la-montre)
- 1967 : 2e, enlevant 2 étapes (6e et 13e)
- 1968 : 3e
- 1969 : 3e

### Course de la Paix,Tour de l'Avenir: classements
- 1962
  - 50e de la Course de la Paix
  - 41e du Tour de l'Avenir
- 1963
  - 30e de la Course de la Paix
  - 29e du Tour de l'Avenir
- 1966
  - 55e de la Course de la Paix
- 1967
  - 36e de la Course de la Paix

### Autres classements
- 2e de Paris-Mantes en 1967
- 7e aux Jeux méditerranéens en 1959
- 11e au Championnat du monde (amateur) en 1960
- 12e du Tour de Tunisie en 1964
- 15e du Tour d'Égypte 1962